# Маріла
Маріла (рум. Marila) — село у повіті Караш-Северін в Румунії. Адміністративно підпорядковане місту Оравіца.
Село розташоване на відстані 347 км на захід від Бухареста, 27 км на південь від Решиці, 88 км на південний схід від Тімішоари.

## Населення
За даними перепису населення 2002 року у селі проживали 70 осіб, з них 68 осіб (97,1%) румунів. Рідною мовою 69 осіб (98,6%) назвали румунську.